# Hoa Lư
Hoa Lư is een stad in Vietnam en is de hoofdplaats van de provincie Ninh Bình. Ninh Bình telt naar schatting 319.125 inwoners.